# Альберто Корда
Ко́рда Альбе́рто (14 вересня 1928 Гавана, Куба — 25 травня 2001, Париж, Франція) — відомий фотограф, який прославився завдяки фотографії Ернесто Че Гевари «Героїчний партизан» у другій половині XX століття.

## Біографія
Альберто Корда народився на території Куби 14 вересня 1928 року. Повне ім'я — Альберто Діас Гутьерес, але найчастіше його називали саме Альберто Корда. 
З вісімнадцяти років почав вивчати принципи торгівлі в коледжі. Через деякий час продовжив навчання в діловій академії у Гавані. 
Коли Альберто виповнилося 28 років, він відкрив власну студію і працював у ній щодня. Через кілька років він влаштувався на роботу репортером у популярну на той час щоденну кубинську газету «Revolucion».
Псевдонім узяв на честь знаменитих угорських режисерів — Олександра і Золтана. Саме професія фотографа і принесла популярність Гутьєресу 5 березня 1960 року, коли він зробив фотографію Че Гевари, що стала згодом справжнім всесвітнім ідолом заколоту, революції і пробудження. До цього моменту Альберто ніколи не отримував жодних винагород за зняті зображення через те, що Фідель Кастро не прийняв Бернської конвенції. 
У 2000 році знаменитий фотограф виграв велику судову справу у представників компанії «Smirnoff», які використовували зняте ним зображення в рекламних цілях. На доказ своєї правоти, він спростував всі претензії компанії і обґрунтовував своє твердження наступним чином:
|  | «Я представляю собою прихильника ідеалів великого Че Гевари і радий за тих людей, які поширюють лише хороші чутки про нього, його справедливості і сутності його існування, але я категорично проти використання зображення Че Гевари в рекламних цілях, особливо якщо мова йде про продаж алкоголю або інших продуктів, які тим чи іншим способом паплюжать його особистість». |

В результаті, Альберто виграв в суді 50 000 доларів, які відразу ж пожертвував для місцевої системи з охорони здоров'я. Наостанок, професійний фотограф додав, що Че Гевара вчинив би так само в будь-якій подібній ситуації, захищаючи свої права, інтереси суспільства та ідеали.
Варто зауважити, що перед цією справою ще в 1999 році Альберто дозволив використання свого фото церквам, мета яких — хоча б трохи збільшити дохід на потреби.  
У віці 40 років, Альберто стає особистим фотографом Фіделя Кастро. 
З 1968 по 1978 рр. він сконцентрувався на підводній фотографії аж до японської виставки 1978 року, що викликала міжнародне зацікавлення до його робіт. Також він епізодично з'являвся в пролозі фільму Віма Вендерса «Клуб Буена Віста», але не був згаданий в титрах. 
Корда помер в результаті інфаркту в Парижі в 2001 році під час своєї виставки. Похований на кладовищі Колон в Гавані.
У 2005 році, через чотири роки після смерті, Альберто Корда став головним героєм в повнометражному документальному фільмі «Kordavision».

## Історія фотографії
5 березня 1960 року Альберто Корда (він же Альберто Діас Гутьерес), репортер щоденної кубинської газети Revolución, приїхав за завданням редакції на траурний мітинг. Мітинг проходив в пам'ять про жертви теракту — напередодні в порту Гавани вибухнуло вантажне судно «La Coubre» і загинуло більше 100 чоловік.
Серед присутніх фотограф побачив команданте Ернесто Че Гевару — він стояв на сцені мовчки, в задньому ряду. Виступав Фідель Кастро, неподалік від нього розташувалися відомі політики і громадські діячі, а Че Гевару глядачам було практично не видно. Але в якийсь момент революціонер зробив крок вперед, і Корда встиг тричі клацнути затвором — причому, разом з Че Геварою в кадр потрапили інші люди. Пізніше фотограф назвав цю серію знімків Guerrillero Heroico («Героїчний партизан»), а все «непотрібне» обрізав, залишивши на фото лише портрет команданте. Не дивлячись на те що редактори місцевої кубинської газети відхилили це фото, сам автор вважав знімок вдалим і роздрукував його для себе. Популярність фотографія отримала не відразу, а через сім років завдяки італійському видавцеві Джанджакомо Фельтрінеллі. Він гостював у Корда і помітив портрет революціонера. Фотографія сподобалася італійцеві, і йому без питань зробили кілька копій. Через деякий час помирає Ернесто Че Гевара. Ось тут і стали в пригоді копії фотографій. Були зроблені плакати і тим самим портрет революціонера став символом свободи для багатьох італійських студентів і робітників того часу. Італійський видавець зміг заробити на портреті Че Гевари, водночас сам автор фотографії, Альберто Корда, грошей не отримав.

## Виставки
Учасник понад 50 персональних виставок, в тому числі в Гельсінкі, 1962 р .; в «Gallería H. Diafragma Canon», Мілан, 1985 р .; в Galería Servando Cabrera, Гавана, 1986 р .; в «Roy Boyd Gallery», Чикаго, в 2000 р.

## Нагороди
- Нагороджений «Palma de Plata» в 1959 р.
- Названий кращим фотографом року гаванським «Revolución Journal» в 1960—1963 рр.
- Лауреат 5-ї Міжнародної премії підводної фотографії «Maurizio Sana», Італія в 1979 р.
- Нагороджений Відзнакою національної культури Міністерством культури Куби в 1994 р.
- Нагороджений премією «Olorum Cubano» Кубинського фонду фотографії в 1998 р.
- Лауреат Першої премії «Foto Histórica» журналу «Revolución y Cultura»,  10 національний салон фотографії 26 липня, Куба, в 1980 р.